# Wilhelm Wrage
Wilhelm August Wrage (* 23. Oktober 1861 in Bissenmoor bei Bramstedt in Holstein; † 5. September 1942 in Berlin) war ein deutscher Maler.

## Leben

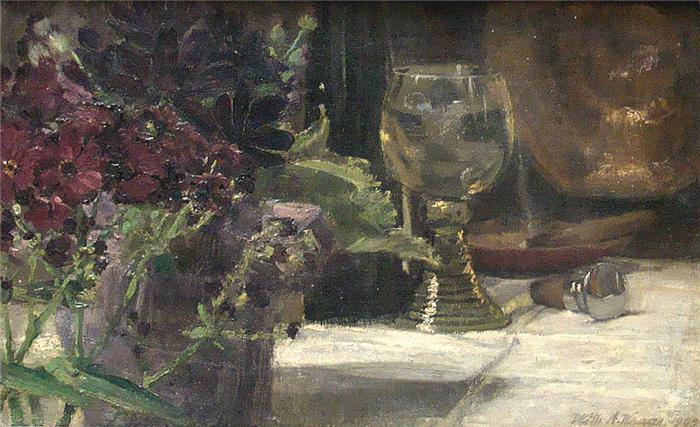
Stillleben mit Weinglas, 1905

Als Sohn des Landwirts Claus Wrage machte er von 1876 bis 1880 eine Malerlehre in Hamburg. Von 1880 bis 1882 war er Tagesschüler am Kgl. Kunstgewerbemuseum Berlin. Im Anschluss war er drei Jahre lang Malergehilfe in Berlin, Frankfurt a. M., in der Schweiz und in Ungarn.
Ab 1885 war Wrage Teilhaber der Malerfirma Gebr. Eilers in Berlin. 1890 war er ebenda Mitgründer der Malerfirma Wrage & Rolff, die sieben Jahre lang bestand.
Von 1898 bis 1900 studierte er an der Kgl. Hochschule für die Bildenden Künste in Berlin und erhielt die silberne Medaille. Noch in seinem Abschlussjahre errang er den 1. Preis in dem öffentlichen Wettbewerb zur Ausmalung des Rathaussaales in St. Johann an der Saar (heute Saarbrücken).
Während des Ersten Weltkriegs unterrichtete Wrage an einem Gymnasium.
Er lebte überwiegend in Berlin, 1935 in der Kurfürstenstraße 153. Er gehörte dem Verein Berliner Künstler und dem Reichsverband bildender Künstler Deutschlands an.

## Werke
Wrage malte Porträts, Genrebilder, Historienbilder und Stillleben im spätromantischen Stil.
Als sein Hauptwerk gilt die Ausmalung des Rathauses St. Johann in Saarbrücken (1900–1903). Das Hauptbild ist historischen Inhalts, 20 m lang und direkt auf den Putz gemalt.

## Familie
Wilhelm Wrage ist der Bruder des Landschaftsmalers Hinrich Wrage.